# Station Dronten
Station Dronten is een spoorwegstation in Dronten aan de Hanzelijn, tussen station Lelystad Centrum en station Kampen Zuid.
De Hanzelijn en daarmee het station werden op 6 december 2012 officieel geopend en op 9 december dat jaar in gebruik genomen.
Het station ligt te midden van bedrijventerreinen in het noorden van Dronten en bestaat uit twee perrons aan de zijkant van de sporen op zeven meter boven het maaiveld. Het westelijke gedeelte van de perrons ligt op een viaduct over de ontsluitingsweg De Noord. Er zijn in totaal vier sporen: twee perronsporen en twee doorgaande sporen. Het station heeft over een deel van beide perrons een overkapping. Beide perrons zijn toegankelijk met zowel een trap als een lift.

## Treinverbindingen
In de dienstregeling 2025 stoppen op dit station de volgende treinseries:
| Serie | Treinsoort    | Route                                                     | Bijzonderheden |
| ----- | ------------- | --------------------------------------------------------- | --- |
| 9000  | Sprinter (NS) | Leeuwarden – Meppel – Zwolle – Dronten – Lelystad Centrum | Rijdt na 20:00 uur en in het weekend 1x/uur tussen Leeuwarden en Zwolle. Rijdt na 21:00 uur 1x/uur op het hele traject. |

## Busverbindingen
De bushalte Dronten, Station ligt in het concessiegebied IJssel-Vecht, in handen van EBS, en wordt bediend door de volgende buslijnen:
| Lijn | Route | Soort     | Bijzonderheden                                                        |
| ---- | --- | --------- | --------------------------------------------------------------------- |
| 143  | Kampen, Station - Dronten, Station | Streekbus | Rijdt niet op zondagavond                                             |
| 146  | Kuinre, Burchtstraat - Luttelgeest - Emmeloord - Nagele - Swifterbant - Dronten, Station                                                                                   | Streekbus |                                                                       |
| 147  | Harderwijk, Station - Biddinghuizen - Dronten, Station | Streekbus |                                                                       |
| 521  | De Gilden → Dronten, Station → Oud-Dronten → De Fazant → De Landstreken → De Manage → Flevo Golfresort → De Landmaten → Centrum → Dronten, Station → De Munten → De Gilden | Buurtbus  | Ringlijn tegengesteld aan lijn 522, rijdt niet 's avonds en op zondag |
| 522  | De Gilden → De Munten → Dronten, Station → Centrum → De Landmaten → Flevo Golfresort → De Manage → De Landstreken → De Fazant → Oud-Dronten → Dronten, Station → De Gilden | Buurtbus  | Ringlijn tegengesteld aan lijn 521, rijdt niet 's avonds en op zondag |
| 646  | Dronten, Station - Aeres Hogeschool | Schoolbus |                                                                       |
| 663  | Lelystad, Station Centrum - Dronten, Station - Kampen, GSG Pieter Zandt | Schoolbus |                                                                       |

Tot de ingebruikname van de Hanzelijn was Dronten met Lelystad en Zwolle met het openbaar vervoer verbonden door de Hanzeliner, een hoogwaardige busverbinding.

## Ontwikkeling aantal reizigers
Het aantal door NS vervoerde reizigers (per gemiddelde werkdag) ontwikkelde zich sedert 2019 als volgt:
| Jaar | Aantal reizigers |
| ---- | ---------------- |
| 2019 | 3.545            |
| 2020 | 1.818            |
| 2021 | 1.987            |
| 2022 | 2.619            |
| 2023 | 2.810            |
| 2024 | 2.931            |

## Afbeeldingen

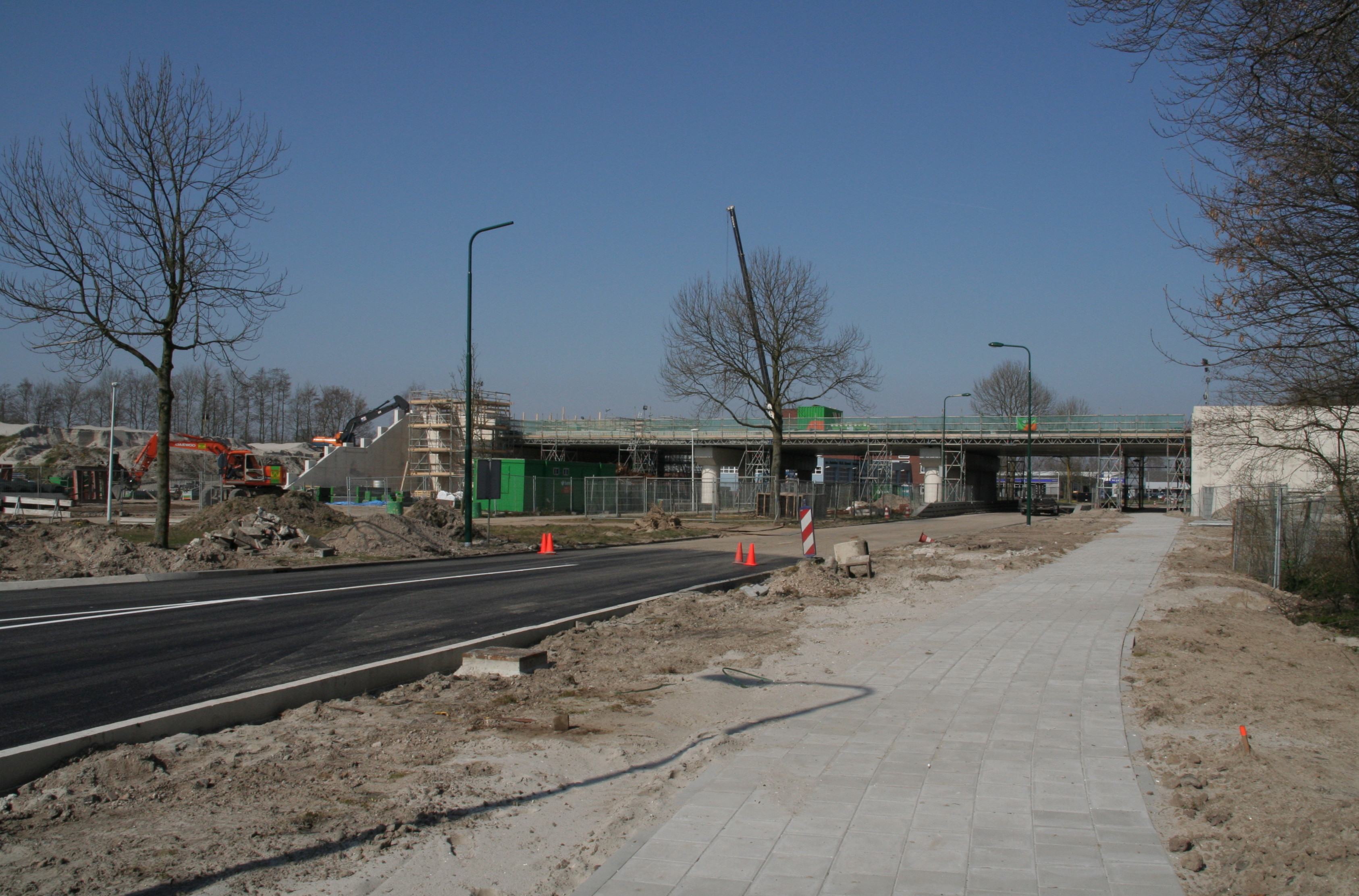
Station Dronten in aanbouw in april 2009
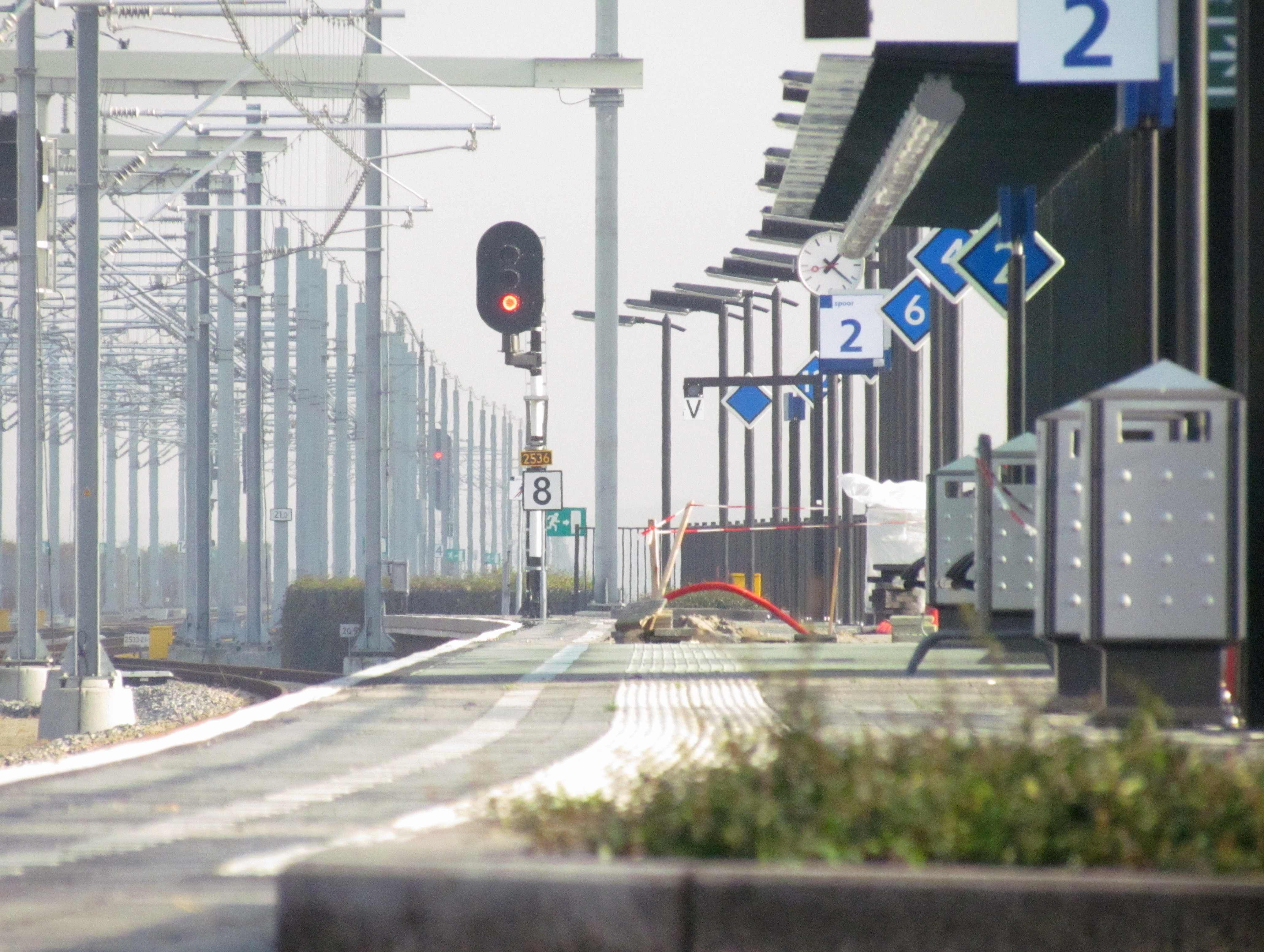
Spoor 2
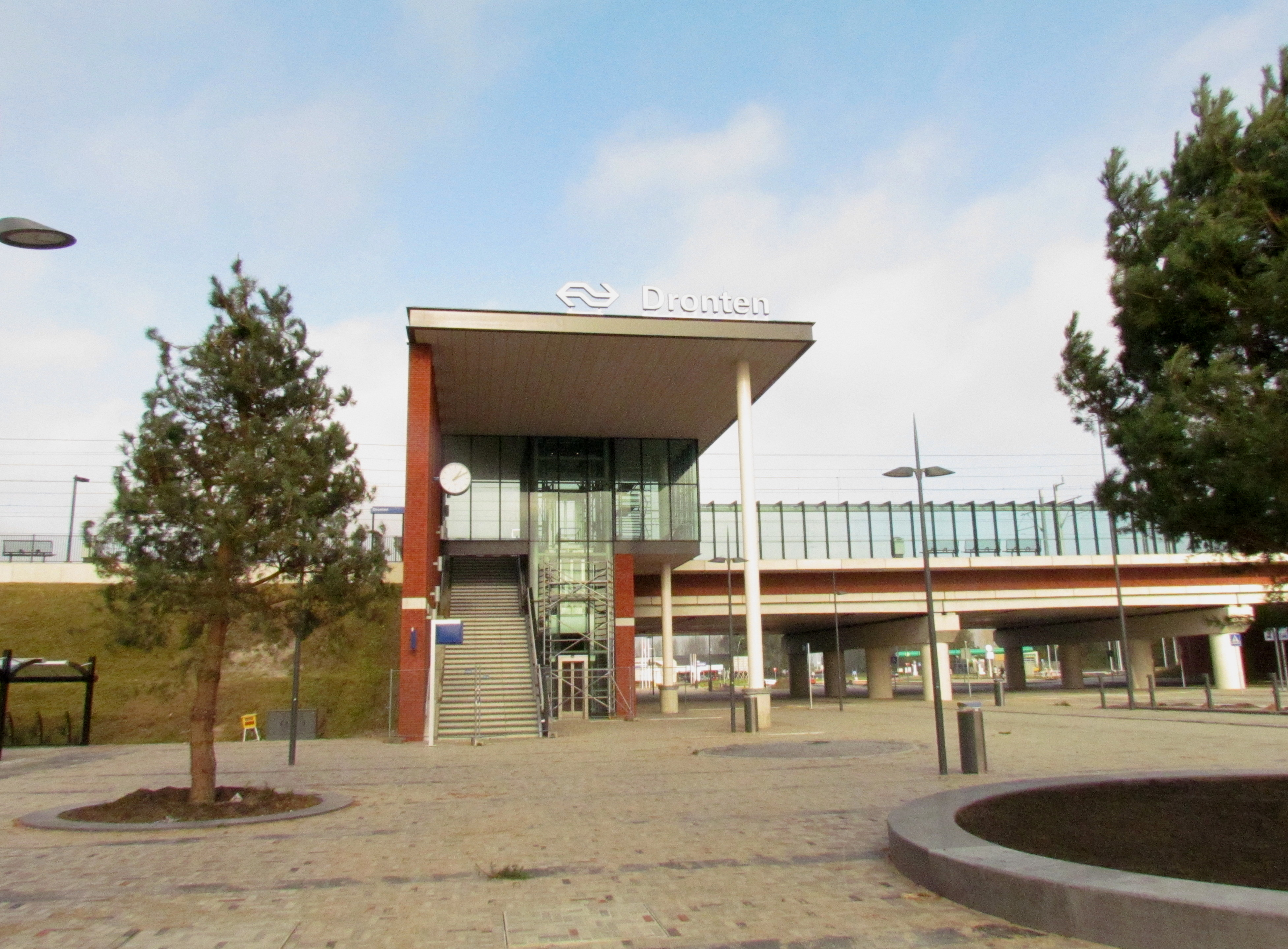
Vooraanzicht
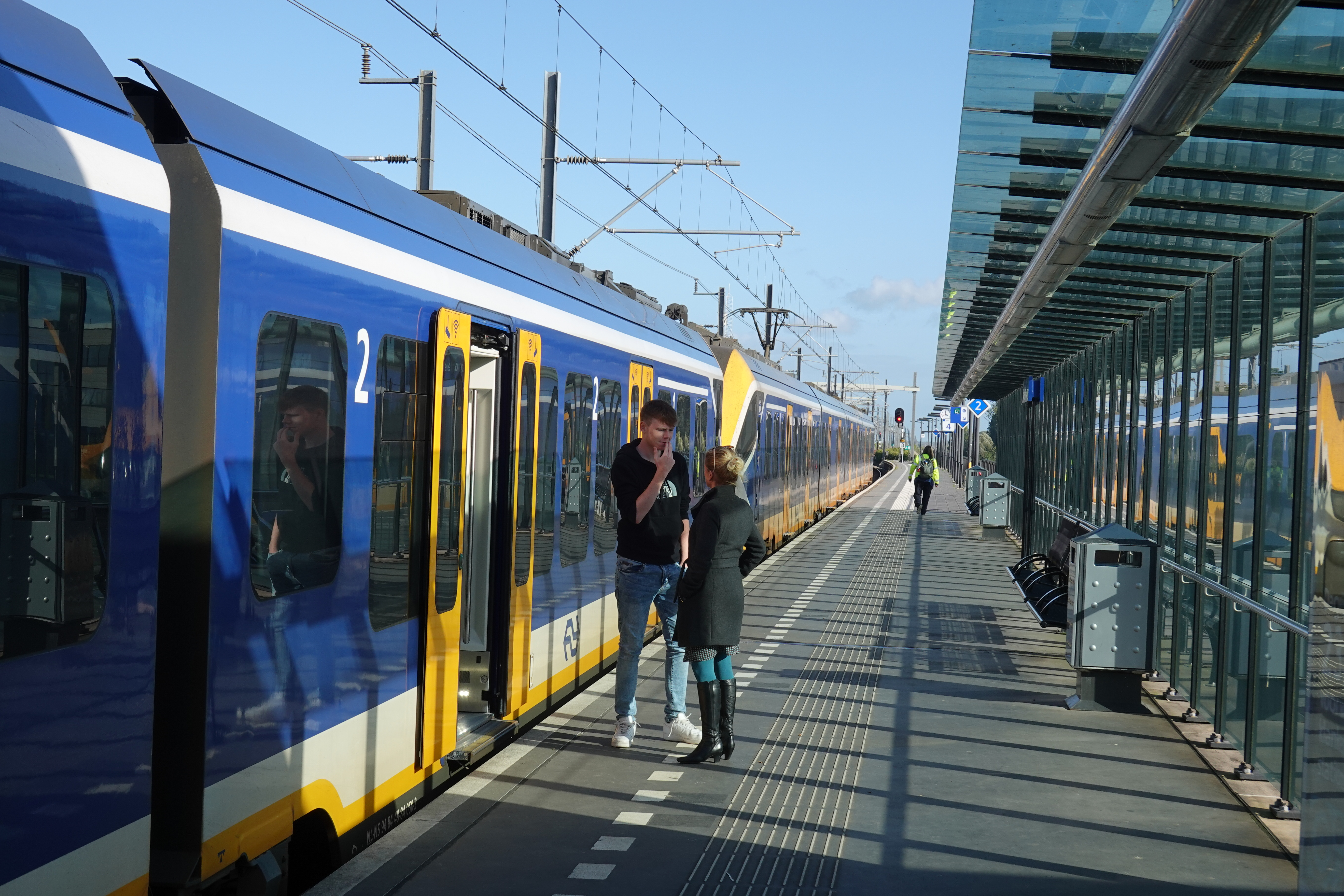
SNG op het station